# Instytut Nowych Syntez Chemicznych

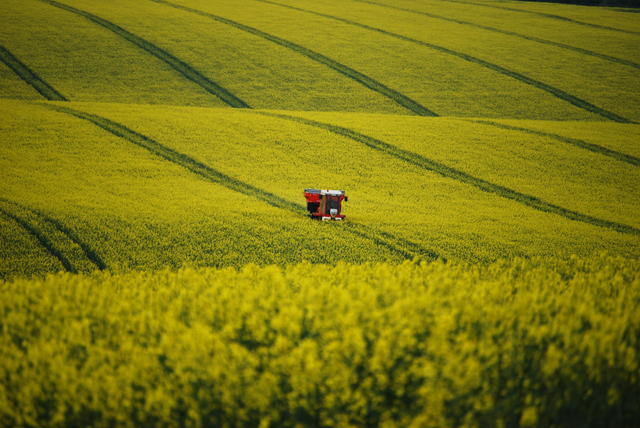
Nawożenie rzepaku

Sieć Badawcza Łukasiewicz - Instytut Nowych Syntez Chemicznych w Puławach – instytut, w którym są prowadzone prace badawczo-rozwojowe w dziedzinie nauk chemicznych, biologicznych i środowiska naturalnego, analizy techniczne oraz prace wdrożeniowe, w tym produkcja doświadczalna.

## Historia Instytutu
Za początek działalności INS uważa się powołanie w roku 1935 Laboratorium Badawczego Zjednoczonych Fabryk Związków Azotowych (ZFZA) w Mościcach i Chorzowie. Po II wojnie światowej – w roku 1945 – zostało ono przekształcone w Centralne Laboratorium Doświadczalne (CLD).
W roku 1952 zakładowe laboratoria badawcze, istniejące w Chorzowie, Tarnowie, Oświęcimiu i Kędzierzynie-Koźlu, połączono tworząc Instytut Syntezy Chemicznej (ISCh). Z tej jednostki wyodrębniono w latach 1958–1959 Instytut Nawozów Sztucznych (INS, poprzednio – Oddział ISCh w Tarnowie) i Instytut Ciężkiej Syntezy Organicznej „Blachownia” (ICSO). INS przeniesiono z Tarnowa do Puław w roku 1968.
W 2014 roku Instytut Nawozów Sztucznych zmienił nazwę na Instytut Nowych Syntez Chemicznych.

## Struktura Instytutu
W strukturze organizacyjnej INS wyodrębniono pięć pionów:
- Pion Dyrektora
- Pion Dyrektora Naukowego, w którym funkcjonują m.in.:

– Zakład Analityczny
– Zakład Ekstrakcji Nadkrytycznej
– Zakład Katalizatorów
– Zakład Nawozów
– Zakład Technologii Azotowych
– Zakład Technologii Kwasu Azotowego
– Zakład Technologii Organicznych
– Zakład Wspomagania Badań
- Pion Dyrektora Technicznego, w którym funkcjonują m.in.:

– Zakład Badań Półtechnicznych
– Zakład Produkcji Doświadczalnych
– Zakład Wsparcia Technicznego
– Stacja Nawozów Płynnych
– Gospodarstwo Doświadczalne Goczałków
- Pion Handlowo-Finansowy
- Pion Dyrektora Oddziału Chemii Nieorganicznej „IChN” w Gliwicach.

## Tematyka prac naukowo-badawczych, rozwojowych i wdrożeniowych
Zakres tematyki ilustrują poniżej zamieszczone informacje na temat 3 zakładów.
Zakład Technologii Azotowych,
ZTA zajmuje się m.in. technologią gazów syntezowych, amoniaku i mocznika. W ZTA są opracowywane komputerowe symulacje procesów – umożliwiające analizy możliwości optymalizacji technologii i aparatury – oraz projekty procesowe instalacji przemysłowych, ich węzłów lub poszczególnych urządzeń.
Zakład nadzoruje też budowę aparatów i montaż instalacji.
Zakład Nawozów,
ZN prowadzi badania dotyczące  m.in. nawozów mineralnych i mineralno-organicznych, półproduktów do ich wytwarzania oraz środków paszowych. Zajmuje się projektowaniem i wdrażaniem nowych technologii. Współpracuje z placówkami rolniczymi m.in. prowadząc agrochemiczne badania nawozów we własnym Gospodarstwie Doświadczalnym.
Zakład Katalizatorów,
ZK zajmuje się technologiami wytwarzania katalizatorów (m.in. reformingu gazu ziemnego, konwersji tlenku węgla, syntezy amoniaku, uwodornienia benzenu do cykloheksanu) i sorbentów (np. siarkowodoru).
Prowadzi badania fizykochemiczne i kinetyczne katalizatorów.